# Single Video Theory
Single Video Theory es un documental musical dirigido por Mark Pellington, grabado durante las sesiones del quinto álbum de Pearl Jam, Yield.

## Descripción
El documental fue grabado en una película de 16 mm durante tres días en noviembre de 1997. Muestra escenas de las sesiones de ensayo y grabación de Pearl Jam, además de entrevistas con los miembros del grupo. El nombre Single Video Theory es una parodia de "single bullet theory", que es el nombre que recibe una de las teorías acerca del asesinato de John F. Kennedy.

## Lista de canciones
Toda la información está tomada de Allmusic.
1. "All Those Yesterdays"
2. "Faithfull"
3. "Brain of J."
4. "Given to Fly"
5. "No Way"
6. "MFC"
7. "Wishlist"
8. "In Hiding"
9. "Low Light"
10. "Do the Evolution"

## Créditos

### Pearl Jam
- Jeff Ament
- Stone Gossard
- Jack Irons
- Mike McCready
- Eddie Vedder

### Personal adicional
- Director - Mark Pellington
- Productores Ejecutivos - Kelly Curtis y Cameron Crowe
- Productores - Tom Gorai y Bill Roare
- Productores Asociados - Ellen Dux, Adam Schwartz, Lisa Stewart
- Mezcla de las Canciones - Brendan O'Brien
- Edición - Adam Schwartz